# Stowe Open 1981
Lo Stowe Open 1981 è stato un torneo di tennis giocato sul cemento. È stata la 4ª edizione del Stowe Open, che fa parte del Volvo Grand Prix 1981. Si è giocato a Stowe negli USA, dal 10 al 16 agosto 1981.!

## Campioni

### Singolare
Brian Gottfried ha battuto in finale  Tony Graham con il punteggio di 6–3, 6–3

### Doppio
Johan Kriek /  Larry Stefanki hanno battuto in finale  Brian Gottfried /  Robert Lutz con il punteggio di 2–6, 6–1, 6–2